# Obsolescência

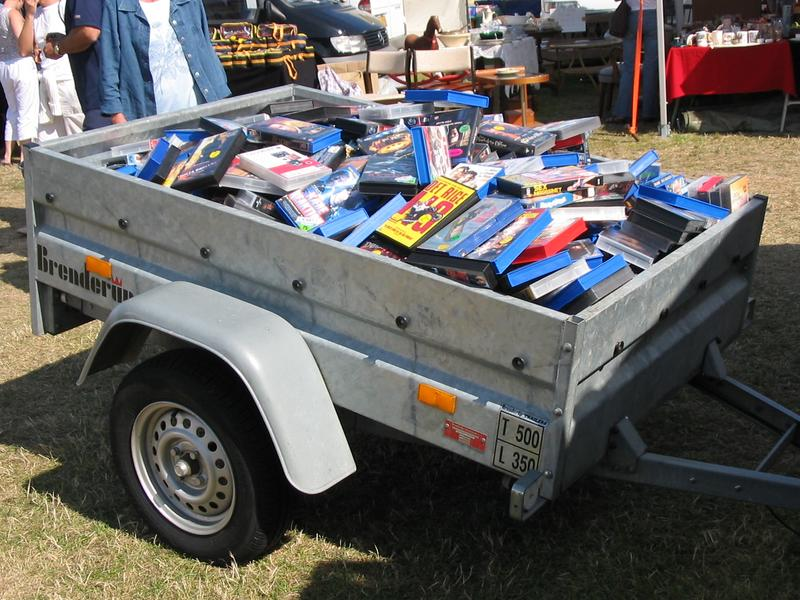
As fitas de vídeo abrem espaço para os DVDs

Obsolescência é a condição que ocorre a um produto ou serviço que deixa de ser útil, mesmo estando em perfeito estado de funcionamento, devido ao surgimento de um produto tecnologicamente mais avançado
Existe inclusivamente a chamada obsolescência programada em que o produtor programa propositadamente desenvolver, fabricar e distribuir um produto, para consumo, de forma que se torne obsoleto ou não-funcional especificamente para uma determinada data ou tempo de funcionamento para forçar o consumidor a comprar de novo.

## Tipos de obsolescência

### Obsolescência técnica ou funcional
Pode ocorrer:
- Quando um novo produto ou tecnologia mais funcional, toma o lugar do antigo (por exemplo, do telégrafo para o telefone, do disquete de 5 1/4" para o de 3 1/2", do celular analógico para o digital etc).
- Quando o produto se torna inútil devido a mudanças em outros produtos. Por exemplo, os relhos tornaram-se obsoletos quando as pessoas começaram a andar em automóveis, em vez de charretes.
- Quando as peças de reposição se tornam tão dispendiosas que se torna mais interessante comprar um produto novo.
- Quando a baixa qualidade dos materiais encurta o tempo de vida do produto.
- Quando partes essenciais não estão mais disponíveis para viabilizar a fabricação de um item. O gerenciamento deste tipo de obsolescência é necessário se uma disponibilidade de longa duração do produto for necessária.

### Obsolescência planejada (ou programada)
Às vezes, os profissionais de marketing introduzem deliberadamente a obsolescência em sua estratégia de produto, com o objetivo de gerar um volume de vendas duradouro reduzindo o tempo entre compras sucessivas. Um exemplo poderia ser o de uma máquina de lavar roupa, que é deliberadamente projetada para deixar de funcionar cinco anos após a compra, obrigando os consumidores a comprar outra máquina para os próximos cinco anos  Numa indústria altamente competitiva, esta estratégia costuma ser arriscada porque os consumidores podem comprar máquinas dos fabricantes concorrentes. A prática de obsolescência planejada é também considerada por muitos consumidores como um sinal de comportamento antiético. Benito Muros, da SOP (Sem Obsolescência Programada), inventou uma lâmpada de longa durabilidade e recebeu ameaças por causa de sua invenção. A inspiração para sua criação foi a Centennial Bulb, que permanece funcionando desde 1901.

### Obsolescência perceptiva (ou percebida)
A obsolescência perceptiva é uma forma de diminuir a vida útil dos produtos que ainda são perfeitamente funcionais e úteis. Os fabricantes lançam produtos com aparência inovadora e mais agradável, além de pequenas mudanças funcionais, dando aos produtos antigos aspecto de ultrapassados. Dessa forma, induzem o consumidor à troca. Um bom exemplo é a moda, que se modifica de forma a estimular a frequente aquisição de novos modelos de vestuários.